# Richard Chamberlain
George Richard Chamberlain (Beverly Hills, 31 marzo 1934 – Waimanalo, 29 marzo 2025) è stato un attore e cantante statunitense, celebre per il ruolo di protagonista nelle serie televisive Il dottor Kildare (1961-1966) e Uccelli di rovo (1983).

## Biografia
Richard Chamberlain nacque a Beverly Hills, California. Figlio di Elsa W. Matthews e Charles Chamberlain, commerciante. Suo padre era ben conosciuto negli ambienti degli Alcolisti Anonimi, perché per anni aveva tenuto discorsi a varie riunioni degli A.A. in giro per il paese. Nel 1952 Richard Chamberlain si diplomò alla Beverly Hills High School e più tardi frequentò il Pomona College.

### Carriera
Contemporaneamente alla sua affermazione con la serie televisiva Il dottor Kildare, negli anni sessanta Chamberlain ebbe anche una breve parentesi come cantante pop. In seguito, disilluso da Hollywood, si rivolse al teatro, trovando il successo in Inghilterra tra le platee britanniche.
Durante gli anni settanta recitò in film come L'altra faccia dell'amore (1970), L'ultima onda (1973), I tre moschettieri e il suo sequel Milady (1974), in entrambi i quali interpretò il ruolo di Aramis, L'inferno di cristallo (1974), Il conte di Montecristo (1975) e L'uomo dalla maschera di ferro (1977). Ne La scarpetta e la rosa (1975), una versione musicale della storia di Cenerentola, egli mostrò il suo talento vocale, che gli aveva già procurato successo grazie ad un hit single edito negli anni sessanta.
Chamberlain recitò anche in molte popolari miniserie televisive (guadagnandosi il titolo di "Re delle miniserie"), tra le quali Colorado (1978-1979), Shōgun (1980) e Uccelli di rovo (1983), nella quale interpretò il ruolo di padre Ralph de Bricassart, un prete diviso tra l'amore di una donna e la sua religione. Durante gli anni ottanta interpretò l'avventuriero Allan Quatermain nei film Allan Quatermain e le miniere di re Salomone (1985) e Gli avventurieri della città perduta (1987), con l'esordiente Sharon Stone, e tornò a impersonare Aramis ne Il ritorno dei tre moschettieri (1989). Interpretò anche Giacomo Casanova ne Il veneziano, vita e amori di Giacomo Casanova (1987) con Faye Dunaway, Ornella Muti, Hanna Schygulla e Sylvia Kristel.
Dagli anni novanta in poi, Chamberlain ha recitato prevalentemente in film per la televisione e come guest star in serie TV, tra le quali The Drew Carey Show e Will & Grace. Nel 2005 ha interpretato il ruolo principale di Ebenezer Scrooge nel Broadway National Tour di Scrooge: The Musical. Nel 2006 è apparso come ospite speciale in un episodio della serie della BBC Hustle - I signori della truffa e nella quarta stagione di Nip/Tuck.
Nel 2007 è apparso nell'episodio Passato remoto della serie Desperate Housewives, nel ruolo di Glen Wingfield, il patrigno di Lynette Scavo. Nel 2010 ha partecipato a due episodi della serie Chuck, nella parte del criminale Adelbert de Smet, soprannominato 'Il Belga'.

### Morte
Chamberlain è morto il 29 marzo 2025 in seguito a un ictus, due giorni prima di compiere 91 anni.

## Vita privata
Nei primi anni settanta Chamberlain ebbe una relazione con il collega Wesley Eure; dal 1977 al 2010 fu legato al produttore e regista Martin Rabbett, con cui visse per molti anni alle Hawaii.
Sebbene l'omosessualità di Chamberlain fosse nota da quando la notizia era stata ampiamente diffusa dalla rivista femminile francese Nous Deux nel dicembre 1989, solo nel 2003, all'età di 69 anni, l'attore si dichiarò apertamente gay nella sua autobiografia Shattered Love (Amore infranto), nella quale egli descrisse come in passato si fosse sentito obbligato a nascondere le proprie inclinazioni sessuali per poter proseguire la sua carriera di attore.

## Filmografia

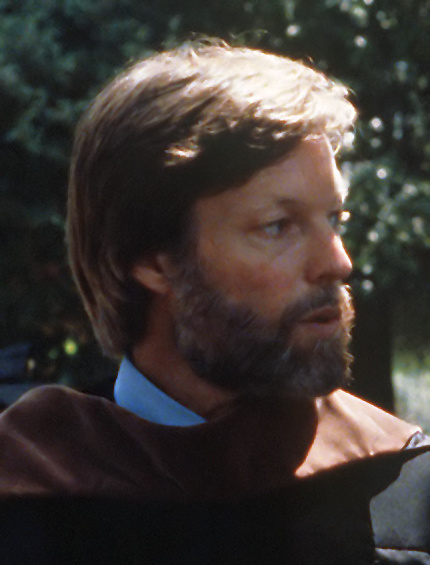
Richard Chamberlain nel 1982

### Attore

#### Cinema
- Il mistero dello scoglio rosso (The Secret of the Purple Reef), regia di William Witney (1960)
- I trecento di Fort Canby (A Thunder of Drums), regia di Joseph M. Newman (1961)
- La notte del delitto (Twilight of Honor), regia di Boris Sagal (1963)
- Joy in the Morning, regia di Alex Segal (1965)
- Petulia, regia di Richard Lester (1968)
- La pazza di Chaillot (The Madwoman of Chaillot), regia di Bryan Forbes e John Huston (1969)
- 23 pugnali per Cesare (Julius Caesar), regia di Stuart Burge (1970)
- L'altra faccia dell'amore (The Music Lovers), regia di Ken Russell (1970)
- Peccato d'amore (Lady Caroline Lamb), regia di Robert Bolt (1972)
- I tre moschettieri (The Three Musketeers), regia di Richard Lester (1973)
- Milady (The Four Musketeers), regia di Richard Lester (1974)
- L'inferno di cristallo (The Towering Inferno), regia di John Guillermin (1974)
- La scarpetta e la rosa (The Slipper and the Rose: The Story of Cinderella), regia di Bryan Forbes (1976)
- L'ultima onda (The Last Wave), regia di Peter Weir (1977)
- Swarm (The Swarm), regia di Irwin Allen (1978)
- Shōgun - Il signore della guerra (Shōgun), regia di Jerry London (1980)
- Squilli di morte (Murder by Phone), regia di Michael Anderson (1982)
- Allan Quatermain e le miniere di re Salomone (King Solomon's Mines), regia di J. Lee Thompson (1985)
- Il veneziano, vita e amori di Giacomo Casanova (Casanova),regia di Simon Langton (1987)
- Gli avventurieri della città perduta (Allan Quatermain and the Lost City of Gold), regia di Gary Nelson (1987)
- River Song: A Natural History of the Colorado River in Grand Canyon, regia di Don Briggs (1987)
- Il ritorno dei tre moschettieri (The Return of the Musketeers), regia di Richard Lester (1989)
- Conto in sospeso (Bird of Prey), regia di Temistocles Lopez (1995)
- A River Made to Drown In, regia di James Merendino (1997)
- The Pavilion, regia di C. Grant Mitchell (2004)
- Scoundrels, Scallywags, and Scurvy Knaves, regia di Max Schonenburg (2006)
- Strength and Honour, regia di Mark Mahon (2007)
- Io vi dichiaro marito e... marito (I Now Pronounce You Chuck and Larry), regia di Dennis Dugan (2007)
- We Are the Hartsman, regia di Laura Newman (2011)
- The Perfect Family, regia di Anne Renton (2011)

#### Televisione
- Alfred Hitchcock presenta (Alfred Hitchcock Presents) – serie TV, episodio 5x11 (1959)
- Rescue 8 – serie TV, episodio 2x18 (1960)
- Bourbon Street Beat – serie TV, episodio 1x22 (1960)
- Mr. Lucky – serie TV, episodio 1x30 (1960)
- Gunsmoke – serie TV, episodio 5x36 (1960)
- Thriller – serie TV, episodio 1x08 (1960)
- Avventure lungo il fiume (Riverboat) – serie TV, 1 episodio (1960)
- The Deputy – serie TV, 1 episodio (1961)
- Whispering Smith – serie TV, episodio 1x06 (1961)
- Il dottor Kildare (Dr. Kildare) – serie TV, 191 episodi (1961-1966)
- Undicesima ora (The Eleventh Hour) – serie TV, 1 episodio (1963)
- The Red Skelton Show – serie TV, 1 episodio (1967)
- The Portrait of a Lady – serie TV, 6 episodi (1968)
- Hold On: It's the Dave Clark Five, regia di Dave Clark – film TV (1968)
- ITV Saturday Night Theatre – serie TV, 1 episodio (1970)
- La donna che amo (The Woman I Love), regia di Paul Wendkos – film TV (1972)
- Francis Scott Fitzgerald e 'L'ultima delle belle' (F. Scott Fitzgerald and 'The Last of the Belles'), regia di George Schaefer – film TV (1974)
- The Lady's Not for Burning, regia di Joseph Hardy – film TV (1974)
- The Christmas Messenger, regia di Peter Sander – cortometraggio TV (1975)
- Il conte di Montecristo (The Count of Monte-Cristo), regia di David Greene – film TV (1975)
- L'uomo dalla maschera di ferro (The Man in the Iron Mask), regia di Mike Newell – film TV (1977)
- Great Performances – serie TV, 1 episodio (1978)
- Colorado (Centennial), regia di Virgil W. Vogel, Harry Falk, Paul Krasny e Bernard McEveety – miniserie TV (1978-1979)
- Shōgun, regia di Jerry London – miniserie TV (1980)
- Uccelli di rovo (The Thorn Birds), regia di Daryl Duke – miniserie TV (1983)
- Cook and Peary - La corsa al polo (Cook & Peary: The Race to the Pole), regia di Robert Day – film TV (1983)
- The Miracle, regia di Dick Ross – film TV (1985)
- Wallenberg (Wallenberg: A Hero's Story), regia di Lamont Johnson – miniserie TV (1985)
- La via del west (Dream West), regia di Dick Lowry – miniserie TV (1986)
- Il veneziano - Vita e amori di Giacomo Casanova (Casanova), regia di Simon Langton – miniserie TV (1987)
- Identità bruciata (The Bourne Identity), regia di Roger Young – miniserie TV (1988)
- Medico alle Hawaii (Island Son) – serie TV, 19 episodi (1989-1990)
- Lotta per la vita (Aftermath: A Test of Love), regia di Glenn Jordan – film TV (1991)
- Una famiglia in pericolo (Night of the Hunter), regia di David Greene – film TV (1991)
- Ghiacci crudeli (Ordeal in the Arctic), regia di Mark Sobel – film TV (1993)
- Uccelli di rovo - Gli anni mancanti (The Thorn Birds: The Missing Years), regia di Kevin James Dobson – miniserie TV (1996)
- L'inverno del nostro amore (All the Winters That Have Been), regia di Lamont Johnson – film TV (1997)
- The Lost Daughter, regia di Roger Cardinal – miniserie TV (1997)
- Troppo ricca - La storia di Doris Duke (Too Rich: The Secret Life of Doris Duke), regia di John Erman – miniserie TV (1999)
- Il tocco di un angelo (Touched by an Angel) – serie TV, 1 episodio (2000)
- The Drew Carey Show – serie TV, 2 episodi (2002)
- Will & Grace – serie TV, episodio 8x04 (2005)
- Hustle - I signori della truffa (Hustle) – serie TV, 1 episodio (2006)
- Blackbeard, regia di Kevin Connor – miniserie TV (2006)
- Nip/Tuck – serie TV, episodio 4x02 (2006)
- Desperate Housewives – serie TV, 1 episodio (2007)
- Chuck – serie TV, 1 episodio (2010)
- Brothers & Sisters - Segreti di famiglia (Brothers & Sisters) – serie TV, 5 episodi (2010-2011)
- Leverage - Consulenze illegali (Leverage) – serie TV, 1 episodio (2010-2012)
- Twin Peaks – serie TV, 1 episodio (2017)

### Doppiatore
- La sirenetta (The Little Mermaid), regia di Peter Sander (1974)
- Thundercats – serie TV, 1 episodio (2011)

## Riconoscimenti
- Hollywood Walk of Fame
  - Stella per i suoi contributi alla televisione (2000)
- Golden Globe

Vinti:
- - Miglior attore in una serie drammatica, per Il dottor Kildare (1963)
  - Miglior attore in una serie drammatica, per Shogun (1981)
  - Miglior attore in una mini-serie o film per la televisione, per Uccelli di rovo (1984)

Candidature:
- - Miglior attore in una serie drammatica, per Colorado (1980)
  - Miglior attore in una mini-serie o film per la televisione, per Wallenberg (1986)
  - Miglior attore in una mini-serie o film per la televisione, per Identità bruciata (1989)
- Premio Emmy

Candidature:
- - Miglior attore protagonista in una mini-serie o film per la televisione, per Il conte di Montecristo (1975)
  - Miglior attore protagonista in una mini-serie o film per la televisione, per Shogun (1981)
  - Miglior attore protagonista in una mini-serie o film per la televisione, per Uccelli di rovo (1983)
  - Miglior attore protagonista in una mini-serie o film per la televisione, per Wallenberg (1985)

## Doppiatori italiani
Nelle versioni in italiano delle opere in cui ha recitato, Richard Chamberlain è stato doppiato da: 
- Oreste Rizzini in Allan Quatermain e le miniere di Re Salomone, Gli avventurieri della città perduta, Uccelli di rovo, Wallenberg, La via del west, Il veneziano - Vita e amori di Giacomo Casanova, Identità bruciata, Una famiglia in pericolo, Uccelli di rovo - Gli anni mancanti, Desperate Housewives, Shōgun (ridoppiaggio)
- Gino La Monica in L'ultima onda, Medico alle Hawaii, Troppo ricca - La storia di Doris Duke, Leverage - Consulenze illegali (ep. 4x18)
- Romano Malaspina in Il dottor Kildare (2ª voce), Il conte di Montecristo, Colorado, Brothers & Sisters
- Cesare Barbetti in I trecento di Fort Canby, Swarm
- Gianni Marzocchi in I tre moschettieri, La scarpetta e la rosa
- Pino Colizzi in Il dottor Kildare (1ª voce), Shōgun
- Roberto Rizzi in Milady
- Ugo Pagliai in 23 pugnali per Cesare
- Sergio Graziani in L'altra faccia dell'amore
- Adalberto Maria Merli in Peccato d'amore
- Sandro Iovino in L'inferno di cristallo
- Gianni Giuliano in Squilli di morte
- Sergio Di Stefano in Il ritorno dei tre moschettieri
- Sergio Tedesco in Conto in sospeso
- Saverio Moriones in L'uomo dalla maschera di ferro
- Silvano Piccardi in Lotta per la vita
- Donato Sbodio in Nip/Tuck
- Carlo Reali in Will & Grace
- Franco Zucca in Leverage - Consulenze illegali (ep. 3x03)
- Rodolfo Bianchi in Hustle - I signori della truffa
- Angelo Nicotra in Twin Peaks
- Christian Iansante in L'inferno di cristallo (ridoppiaggio)